# Enguerrand I de Ponthieu
Enguerrand I (zm. ok. 1045) – hrabia Ponthieu, syn hrabiego Hugona I i Gizeli, córki króla Francji Hugona Kapeta. Tytuł hrabiowski odziedziczył po śmierci swojego ojca w 1000 r., ale w źródłach po raz pierwszy zostaje wspomniany w 1026 r.
W 1033 r. Enguerrand sprzymierzył się z hrabią Flandrii Baldwinem IV Brodatym i rozpoczął wojnę z hrabią Boulogne Baldwinem II. Enguerrand pokonał Baldwina, który zginął w bitwie. Hrabia Ponthieu poślubił wkrótce wdowę po swoim przeciwniku. Wcześniej, w latach 1031–1032 Enguerrand toczył walki o pograniczne Vimeu z Gilbertem de Brionne, hrabią d'Eu.
Był dwukrotnie żonaty. Nic nie wiadomo o jego pierwszej żonie. Enguerrand miał z nią syna (i swojego następcę) Hugona II. Możliwe jest, że Adelajda była matką kolejnego syna, Roberta, aczkolwiek jego matką mogła być druga żoną Enguerranda. Z ową drugą żoną, wdową po hrabim Baldwinie II z Boulogne Adelajdą Fryzyjską, córką Arnolda, hrabiego Holandii, i Luitgardy, córki Zygfryda, hrabiego Luksemburga, Enguerrand miał jeszcze dwóch synów - Gwidona, biskupa Amiens, i Fulka, opata Forest l'Abbaye.
Enguerrand zmarł ok. 1045 r. Hrabstwo odziedziczył jego najstarszy syn, Hugon II.